# Terzić
Terzić je hrvatsko prezime, koje se najčešće pojavljuje u Zagrebu, Slavonskom Brodu,  Novoj Gradiški, Giletincima i u Osijeku.

## Osobe s prezimenomTerzić
- Adnan Terzić (1960.), bošnjački političar
- Velimir Terzić (1929. − 1995.), hrvatski i bosanskohercegovački pjesnik
- Zrinka Terzić (1974.),  hrvatska pjesnikinja